# Piva
A Piva (cirill betűkkel: Пива) folyó Montenegróban és Bosznia-Hercegovinában. A folyó hosszának nagy részén Montenegrón keresztül folyik, és mindössze az utolsó 3 kilométerén a két ország közötti határt jelöli, majd az országhatáron összefolyik a másik határfolyóval, a Tarával, ezzel kialakítva a Drinát.

## Földrajza
A Piva a Fekete-tenger vízgyűjtő területének része. A Piva vízgyűjtő területe 1270 km², és nem hajózható.
A Piva a Szinjac forrásból ered (cirill betűkkel: Сињац; etimológiailag a szinjac a szinji/szinje/szinja gyök származéka, amely az protoszlávban gyökerezik, és kék árnyalatú, kékes színű, szürke, szürkéskék jelentést hordozza; így a Szinjac modernül szerbhorvátra fordítható: Plavac), amelyet egyszerűen Piva-forrásnak is neveznek (Vrelo Pive; cirill betűkkel: Врело Пиве), és amely a Golija-hegy alatt található Piva kolostor közelében található. Körülbelül egy kilométer után, még a mesterséges Piva-tó kialakulása előtt a forrás vize a Komarnica folyóba ömlött, így alakítva ki a Piva folyót a következő 34 km-en keresztül. A Komarnica azonban egy 86 km hosszú folyórendszer (Tušina–Bukovica–Komarnica) része, így a Tušina forrásától mérve a Piva, becenevén „az öt nevű folyó” 120 km hosszú.
A Tušina a Szinjajevina hegységből ered a közép-montenegrói Uskoci régióban, mindössze néhány kilométerre egy másik fontos montenegrói folyó, a Morača forrásától. A folyó nyugat felé, a Szinjajevina és a Lola-hegység között folyik, Krnja Jela, Bare, Boan és Tušina falvak mellett. Észak felől a Bukovica folyó vizét fogadja, és ezen a néven folyik tovább. Miután a folyó elhalad Šavnik regionális központja, valamint Gradac és Pridvorica falvak mellett Drobnjaci térségében, a patak északról a Komarnicával folyik össze, és annak a nevét veszi fel.
A Komarnica a Vojnik és Treskavac hegyek között, egy szinte lakatlan területen (Duži falu) halad tovább, majd belép a magas Piva-fennsíkra, ahol észak felé fordul (a Komarnica szinte teljes folyását a Piva-tó víztározója árasztja el), jobbról a Piva-forráa vizét kapja meg, és belép a rendkívül mély Piva-kanyonba, amely nyugatról kerüli meg a Durmitor tömbjét.
A kanyon a Bioč, Volujak, Maglić és Pivska Planina hegyek között húzódik, 33 km hosszú, 1200 méter mély, és a folyó esése hatalmas energiát termel, ezt a mratinjei vízerőmű (342 MW) hasznosít, amely 1975-ben duzzasztotta fel a kanyon vizét, és egy évvel később állt szolgálatba. A gát 220 méter magas, az egyik legmagasabb Európában, és létrehozta a Piva-tavat, Montenegró második legnagyobb tavát (12,5 km²-es terület , 675 méteres tengerszint feletti magasság, 188 méteres maximális mélység), amely elárasztotta a 16. századi Piva kolostor régi helyét, ezért a kolostort áthelyezték az új helyre. Plužinénél  nyugat felől a Vrbnica a Piva-víztározóba ömlik. Bár az ország egyik legszebb kanyonja, a közeli Tara-kanyonnal ellentéten nem része nemzeti parknak. A gát után a Piva egyenesen észak felé halad tovább. Šćepan Poljénál vagy Humnál, a bosznia-hercegovinai határon egyesül a Tarával, és létrehozza a Drinát.

## Fordítás
- Ez a szócikk részben vagy egészben  a   Piva (Drina) című angol Wikipédia-szócikk ezen változatának fordításán alapul.  Az eredeti cikk szerkesztőit annak laptörténete sorolja fel. Ez a jelzés csupán a megfogalmazás eredetét és a szerzői jogokat jelzi, nem szolgál a cikkben szereplő információk forrásmegjelöléseként.